# Viducasses
|  | No s'ha de confondre amb Baiocasses. |

Els viducasses (llatí: Viducasses o Viducassii) foren un poble celta de la Gallia Lugdunensis, concretament d'Armòrica. El nom deriva del gal vidu ("bosc") i casse ("poble") o bé cassi ("cabellera"), de manera que el nom tant podria voler dir «el poble del bosc» com «els qui tenen la cabellera embullada com les branques d'un arbre». La seva capital era Araegenus (o Araegenue a la Taula de Peutinger, recollit en altres fonts com a Aragenuae), actualment Vieux (departament de Calvados), al sud-oest de Caen i a la vora de l'abadia de Fontenai i el riu Orne). S'ha dit que el nom d'aquesta població seria una derivació de Videocae o Veocae.
Al castell de Torigni del districte de Saint-Lô (departament de la Manche) hi ha dipositada una pedra amb una inscripció que parla del Ordo Civitatis Viducas i que fou trobada a Vieux el 1580, on també s'han trobat restes romanes (banys, aqüeducte, gimnàs, columnes, medalles i altres, i restes de temples de Diana, Mars i Mercuri amb la data del 238 dC).
D'altra banda, Claudi Ptolemeu esmentà el poble dels Biducesii i el situà a l'actual regió bretona de Saint Brieuc; aquesta tribu, molt poc esmentada pels clàssics, ha estat sovint identificada amb els viducasses malgrat la seva ubicació divergent.